# وقفه بین‌پردازنده‌ای
وقفه بین‌پردازنده‌ای (به انگلیسی: Inter-processor interrupt) نوعی خاص از وقفه است که در سیستم‌هایی که دارای چندین پردازنده هستند مورد استفاده قرار می‌گیرد. این نوع وقفه، وقتی بوقوع می‌پیوندد که یکی از پردازنده‌های سیستم، نیازمند انجام عملی از طرف یکی دیگر از پردازنده‌های سیستم باشد. برخی از این اعمال درخواستی عبارتند از:
- فلاش کردن نهان‌گاه واحد مدیریت حاظه، همانند بافرهای تی‌ال‌بی در دیگر پردازنده‌ها، وقتی که نگاشت حافظه توسط یکی از پردازنده‌های تغییر می‌یابد.
- متوقف کردن یک پردازنده، در مواقعی که کل سیستم توسط یکی از پردازنده‌ها خاموش شده است.